# Domherrnmühle
Domherrnmühle (früher auch Waltersmühle und Zinkenmühle genannt; mainfränkisch: Dumhärramühl) ist ein Gemeindeteil der Stadt Iphofen im unterfränkischen Landkreis Kitzingen. Domherrnmühle liegt in der Gemarkung Iphofen.

## Geografische Lage
Die Einöde liegt auf freier Flur am Breitbach. Im Norden grenzt eine ausgedehnte Weinlage an. Eine Gemeindeverbindungsstraße führt entlang des Breitbachs zur Vogtsmühle (0,5 km östlich) bzw. an der Zapfenmühle vorbei nach Willanzheim zur Staatsstraße 2419 (2 km westlich).

## Geschichte
Erstmals erwähnt wurde die Mühle im Jahr 1414. Damals wurde sie „Walthers mühlen an der Breyt“ genannt und wechselte den Besitzer. Der Pfarrer der Iphöfer Veitskirche verkaufte sie an das Spital Windsheim. Der Name Waltersmühle verweist wohl auf einen früheren Müller mit diesem Namen und weist auf die Gründung der Mühle bereits im 14. Jahrhundert hin. Das Windsheimer Spital belegte Gülten auf die neuerworbene Eigenmühle. 1456 erhielt der Iphöfer Bürger Peter Nes dort Nutzungsrechte.
Die Rechte wurden rege weiterverkauft. Im Jahr 1508 hatte der Rat der Stadt Schweinfurt, Jörg Hoeloch, Rechte auf die „Walterßmull“ und verkaufte sie an den Iphöfer Schultheißen Paulß Franck. Im Jahr 1559 wurde die Anlage „Zinckenmül“ genannt. 1567 wurde die Mühle von der Witwe des Philipp Ros an Hans Sack aus Willanzheim und Hans Roth aus Hellmitzheim verpfändet. Diese wiederum verkauften die „Zinckenn Muhll“ an den Müller Paulus Gurdtler aus Iphofen.
Mit dem 17. Jahrhundert wurde die Mühle eine der Iphöfer Stadtmühlen. So musste im Jahr 1633 der Müller Johann Hehrdegen dem Rat der nahen Stadt zinsen. Noch im Jahr 1738 wurde die Mühle nach einem Müller „Zincken Müehl“ genannt. Erst in der zweiten Hälfte des 18. Jahrhunderts tauchte erstmals der Begriff „Dom-Herrn-Mühl“ in den Quellen auf. Die Mühle war inzwischen Teil der Pfarrei St. Veit und damit nach Iphofen eingepfarrt worden.
Im Jahr 1772 ist das Würzburger Domkapitel als Besitzer der Anlage nachgewiesen. Nach den Domherren, insbesondere Domkapitular Zobel, erhielt die Mühle auch ihren Namen. Im 19. Jahrhundert wurden die Besitzungen des Kapitels säkularisiert und die Domherrnmühle kam in private Hände. Im Jahr 1980 wurde das Areal um die Mühle an das Würzburger Juliusspital verkauft, das dort Weinberge anlegte. Heute ist die Mühle Teil der Stiftung Juliusspital.
Mit dem Gemeindeedikt (frühes 19. Jahrhundert) wurde Domherrnmühle dem Steuerdistrikt Iphofen und der Munizipalgemeinde Iphofen zugeordnet.

### Baudenkmal
- Die Mühlengebäude der Domherrnmühle entstanden im 18. und 19. Jahrhundert. Das zentral stehende zweigeschossige Mühlengebäude schließt mit einem Mansarddach ab. Das Bayerische Landesamt für Denkmalpflege ordnet den Anbau als Baudenkmal ein. Scheunen und Wirtschaftsgebäude um die Mühle sind ebenfalls architektonisch interessant.[11]

### Einwohnerentwicklung
| Jahr      | 001818 | 001840 | 001861 | 001871 | 001885 | 001900 | 001925 | 001950 | 001961 | 001970 | 001987 |
| Einwohner | 7      | 8      | *      | 8      | 15     | 10     | 10     | 8      | 18     | 0      | 2      |
| Häuser    | 1      | 1      |        |        | 2      | 1      | 1      | 1      | 1      |        | 1      |
| Quelle    | [ 8 ]  | [ 13 ] | [ 14 ] | [ 15 ] | [ 16 ] | [ 17 ] | [ 18 ] | [ 19 ] | [ 20 ] | [ 21 ] | [ 1 ]  |

## Religion
Domherrnmühle ist römisch-katholisch geprägt und bis heute nach St. Vitus (Iphofen) gepfarrt.